# Changriwa jezik
Changriwa jezik (ISO 639-3: cga), jedan od šest yuatskih jezika kojim govori 690 ljudi iz istoimenog plemena Changriwa (2003 SIL) u provinciji East Sepik u Papui Novoj Gvineji.
Prema ranijoj klasifikaciji bio je jedan od 100 jezika porodice sepik-ramu, uže skupine ramu.

## Vanjske poveznice
- Ethnologue (14th)
- Ethnologue (15th)